# Alfredo Bertesi
Alfredo Bertesi (Carpi, 23 gennaio 1851 – Carpi, 20 agosto 1923) è stato un politico e imprenditore italiano.
Seguì la corrente socialista e fu eletto più volte deputato del Regno d'Italia.

## Biografia
Nato da una famiglia contadina e molto numerosa, lavorò in gioventù come fornaio. Attivista dagli anni 1870 della locale Società operaia di mutuo soccorso e tra gli organizzatori delle prime cooperative di consumatori e produttori (in particolare un panificio sociale dal 1875), fondò nel 1889 per poi diventarne presidente nel 1890 l'Associazione dei lavoratori di Carpi.
Nel 1891 fu eletto consigliere comunale e provinciale. Nel 1893 fu tra i fondatori del primo circolo socialista del paesino emiliano; ciò gli costò due anni dopo una condanna a cinque mesi di carcere in seguito allo scioglimento del partito socialista ed alle leggi speciali in materia emanate dal governo di Francesco Crispi. Esponente della corrente moderata del partito, nel 1896 fu eletto per la prima volta parlamentare, per poi essere rieletto per altre volte, e tra il 1898 e il 1899 divenne per un breve periodo segretario nazionale del Partito socialista italiano.
Intanto ad inizio Novecento divenne imprenditore nel settore del truciolo, creando nel 1904 la società "Il Truciolo" (nata sulle ceneri della ditta "Cesare Tirelli"), poi divenuta azienda di importanza nazionale, e contribuendo a fondare la Società italiana degli industriali del truciolo.
Nel 1906 fu tra gli artefici della Camera del lavoro di Carpi, e nel 1912 fece parte della corrente scissionista che fondò il Partito Socialista Riformista Italiano riuscendo ad essere eletto nelle elezioni suppletive del 28 giugno 1914 nel collegio di Pescarolo.
Durante la prima guerra mondiale si schierò tra gli interventisti. Nel 1920 fu eletto senatore, per poi morire nel 1923.